# Teplička nad Váhom (przystanek kolejowy)
Teplička nad Váhom – przystanek kolejowy we wsi Teplička nad Váhom w kraju żylińskim na linii kolejowej nr 180 na Słowacji.